# Cambutal
Cambutal è un comune (corregimiento) della Repubblica di Panama situato nel distretto di Tonosí, provincia di Los Santos. Si estende su una superficie di 183 km² e conta una popolazione di 511 abitanti (censimento 2010).